# L'uomo di Marte
L'uomo di Marte (The Martian) è un romanzo di fantascienza, il primo pubblicato dall'autore statunitense Andy Weir; inizialmente autopubblicato come ebook nel 2011 e quindi in edizione cartacea nel 2014, è stato tradotto in italiano nello stesso anno.
Dal romanzo nel 2015 è stato tratto il film Sopravvissuto - The Martian (The Martian) diretto da Ridley Scott con Matt Damon nel ruolo del protagonista.
Successivamente al film, l'edizione italiana del romanzo è stata rititolata Sopravvissuto - The Martian.

## Trama
L'astronauta NASA Mark Watney, ingegnere meccanico e botanico della missione Ares 3, la terza missione a portare l'uomo su Marte, viene abbandonato per errore sulla superficie del pianeta rosso dagli altri membri dell'equipaggio. La base della missione, situata nella Acidalia Planitia, viene infatti colpita da una violenta tempesta di sabbia i cui venti superano i limiti di velocità tollerabili dal "Mars Ascending Vehicle" (MAV), il veicolo destinato a riportare in orbita marziana l'equipaggio, che rischierebbe pertanto di rovesciarsi. Durante l'evacuazione, il riflettore dell'antenna principale della base, denominata "Martian habitat" (Hab), viene strappato dal suo alloggiamento dalla forza del vento e si schianta sulle antenne minori; una di queste trafigge Watney, bucando così anche la tuta e danneggiandone i sistemi di monitoraggio dei parametri vitali. Watney viene trascinato via dal vento e gli altri cinque membri della missione lo credono morto. Per non rischiare a loro volta la vita, decidono dopo una vana ricerca del corpo di abbandonare Marte.
Mark Watney è svenuto e viene risvegliato dall'allarme di decompressione della sua tuta; l'uomo è incredibilmente sopravvissuto poiché il sangue della ferita, coagulando rapidamente nella rarefatta atmosfera marziana, ha sigillato parzialmente il foro. L'astronauta ora può contare solo sulle proprie forze per sopravvivere, visto che il sistema di telecomunicazioni della base è stato messo fuori uso dalla violenta tempesta; ad eccezione di questa avaria la base è comunque pienamente funzionante. L'uomo inizia a tenere un diario nella speranza che qualcuno possa un giorno leggere la cronaca di quelli che lui è convinto siano i suoi ultimi giorni di vita.
Watney spera di poter sopravvivere per i quattro anni che lo separano dalla prossima spedizione umana su Marte, Ares 4, ma si rende immediatamente conto che le scorte di cibo sono troppo scarse, visto che la base era destinata a ospitare un equipaggio di sei persone per soli due mesi. Si ritroverà così a dover razionare il cibo, nonché a improvvisare colture di patate all'interno dell'Hab stesso. Utilizzando del suolo terrestre, che era stato trasportato in loco per scopi di ricerca, mescolato ad acqua, feci e suolo marziano, riesce a ottenere un primo raccolto. Per produrre l'acqua necessaria per l'irrigazione, intuisce di poter bruciare l'idrazina in eccesso estratta dal veicolo di discesa (MDV, "Mars Descent Vehicle"). Non senza aver dovuto risolvere numerosi problemi e scampato a disastrosi incidenti, l'astronauta riesce a procurarsi cibo e acqua per la sua sopravvivenza a lungo termine.
Un mese dopo l'aborto della missione Ares 3, la NASA scopre che Watney è ancora vivo grazie alle immagini orbitali della base, che evidenziano segni della sua attività. Watney ha infatti ampliato il terreno coltivabile in due tende gonfiabili di fortuna, pensate per emergenze della missione originale. Ha inoltre spostato i due rover della base, andando alla ricerca dell'antenna parabolica strappata via dal vento, senza però trovarla. La NASA diffonde la notizia ma decide di tenere all'oscuro l'equipaggio della Ares 3 a bordo dell'astronave Hermes di ritorno verso la Terra, per non distrarli dai loro delicati compiti e per non affliggere la loro coscienza con il dubbio di aver abbandonato su Marte il compagno.

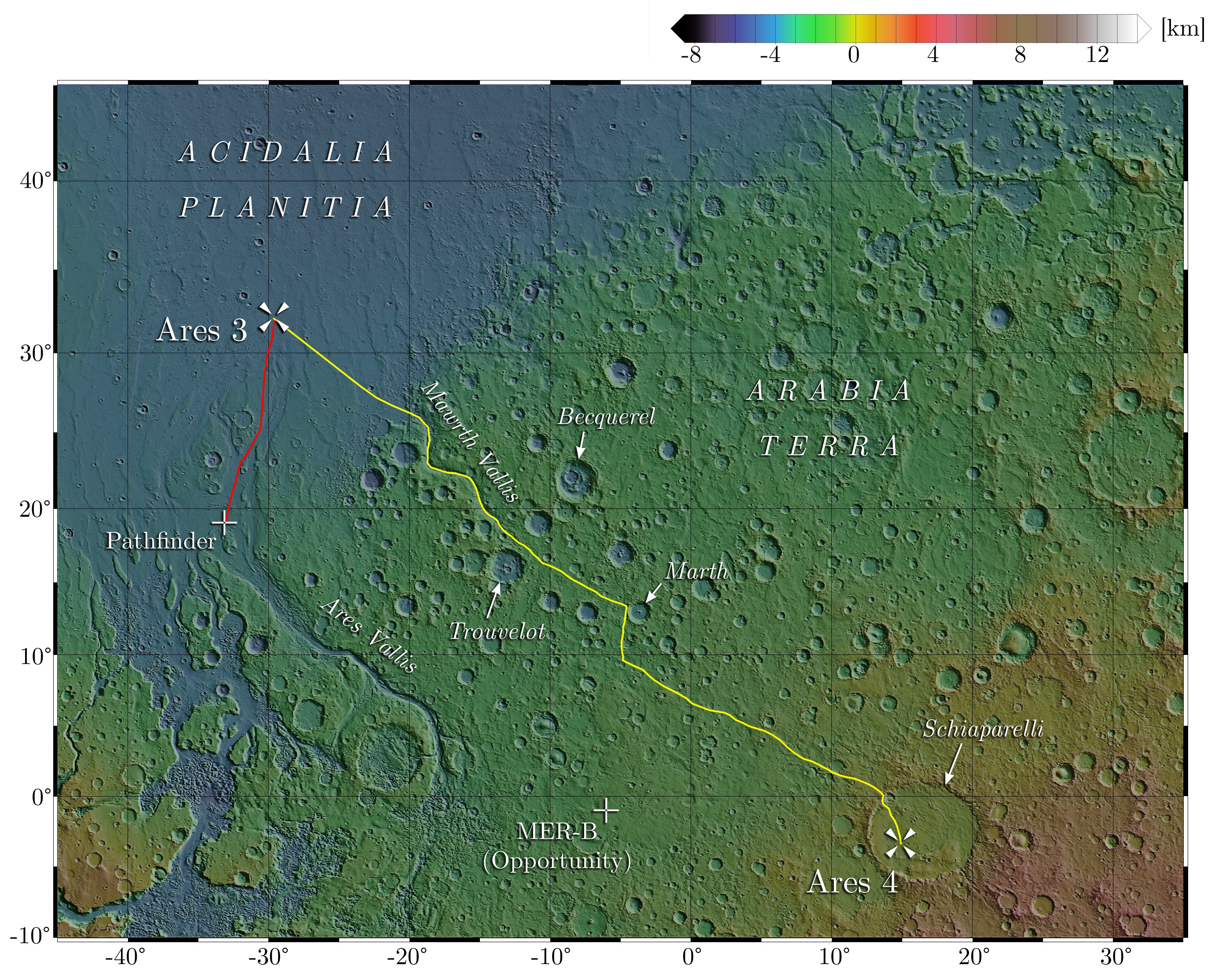
I luoghi interessati dalla narrazione.

Watney pianifica di viaggiare 3200 chilometri da Acidalia Planitia fino al cratere Schiaparelli, sito di atterraggio della missione Ares 4, dove è già presente un MAV e dove riuscirà sicuramente a comunicare con la Terra. Per fare ciò, inizia a modificare uno dei due rover a sua disposizione, aggiungendo la batteria rimossa dall'altro rover e dei pannelli solari smontati dall'Hab. Recupera peraltro il generatore termoelettrico a radioisotopi (RTG) del MAV che era stato in precedenza seppellito per sicurezza lontano dalla base da altri membri dell'equipaggio. L'RTG consentirà di riscaldare l'abitacolo del rover sfruttando la temperatura prodotta dal processo di decadimento degli isotopi radioattivi, risparmiando energia elettrica da utilizzare per alimentare il motore. Per testare adeguatamente il veicolo e provare che è in grado di fornire sostegno vitale per un periodo prolungato, viaggia fino alla Ares Vallis, dove recupera il lander della missione Mars Pathfinder e il rover Sojourner. Durante il viaggio, che dura 22 Sol, l'astronauta si orienta riconoscendo i crateri sul suolo marziano e studiando il moto di Fobos. Il viaggio comporta per Watney difficoltà soprattutto psicologiche: è infatti costretto nel poco spazio abitabile accanto ai propri liquami, combattendo la noia e dovendo continuamente fermarsi per ricaricare le batterie del rover dispiegando tutti i pannelli solari sul terreno.
Watney riesce a portare entrambe le sonde in Acidalia Planitia e, grazie alle sue abilità di ingegnere, riattiva il lander collegandolo alla linea di potenza dell'Hab. Riesce quindi ad inviare a Terra dei messaggi scritti a mano tramite la fotocamera del lander. Grazie ad un ingegnoso sistema alfabetico basato sul codice ASCII, l'astronauta riesce a ricevere brevi messaggi dalla NASA, la quale gli fornirà istruzioni per modificare il rover e comunicare più agevolmente. La NASA gli chiede inoltre di posare per una foto la quale verrà poi mostrata al mondo, il cui interesse per lo status dell'astronauta è in continua crescita. Watney posa a pollice alzato imitando Fonzie, dato che come unico svago ha una collezione di serie TV degli anni '70 trovati tra gli effetti personali della comandante. I positivi sviluppi aiutano Mitch Henderson, direttore di volo della missione Ares 3, a convincere la NASA ad informare il resto dell'equipaggio della Ares 3 sulle reali condizioni di Mark Watney. L'equipaggio è entusiasta della notizia, eccetto la comandante Melissa Lewis, la quale è afflitta dalla consapevolezza di aver abbandonato un membro dell'equipaggio sotto la sua responsabilità a un tragico destino.
Per mantenere Watney al sicuro nell'Hab ed evitare la rischiosa traversata fino al cratere Schiaparelli, la NASA progetta delle modifiche all'MDV della missione Ares 4, programmando di prelevarlo e poi spostarlo assieme all'equipaggio della missione. Sfortunatamente una rottura della struttura gonfiabile dell'Hab, dovuta ai continui cicli di pressurizzazione/depressurizzazione della camera di compensazione, quasi uccide Watney, il quale era infatti costretto a continue Attività extraveicolari (EVA) per utilizzare l'improvvisato sistema di comunicazioni. La camera di pressurizzazione viene violentemente "sparata" lontano dall'Hab con Watney all'interno: durante l'esplosione il casco di Watney si infrange, e l'astronauta è costretto a sigillarlo tagliando una porzione di tessuto dalla manica della sua tuta e utilizzandolo come "toppa", mentre la camera perde rapidamente pressione. Di nuovo, Watney sopravvive e riesce a riparare l'Hab, rimettendolo sotto pressione.
L'esposizione al vuoto dell'attrezzatura non ha fortunatamente causato danni ingenti ma ha causato l'evaporazione di parte della scorta d'acqua e la morte del secondo raccolto di patate che Watney aveva seminato. La sopravvivenza dell'uomo è nuovamente a rischio in quanto le scorte di patate accumulate fino ad allora non saranno sufficienti a mantenerlo in vita fino all'arrivo della missione Ares 4. La NASA prepara con la massima urgenza una missione automatica per inviargli delle provviste "sottraendo" un lanciatore ad un'altra missione scientifica in partenza. Gli scarsi controlli dovuti alla fretta di progettare e assemblare una sonda in appena due mesi, causano il fallimento del lancio e la perdita della capsula di soccorso. Un accordo con l'agenzia spaziale cinese procura alla NASA un altro lanciatore per ritentare, ma lo scarsissimo tempo a disposizione costringe il Jet Propulsion Laboratory (JPL) a dover progettare una capsula senza capacità di atterraggio morbido, ad alto rischio di fallimento e che comunque sarebbe arrivata su Marte ben dopo l'esaurimento delle provviste a disposizione di Watney.
Una soluzione alternativa per il salvataggio dell'uomo di Marte viene da un astrodinamico, Rich Purnell, il quale studia una traiettoria con assist gravitazionale con la Terra che porterebbe la stessa Hermes, la nave dell'equipaggio della Ares 3, nuovamente su Marte, per tentare il salvataggio di Watney. Le limitate riserve di carburante non consentirebbero però per un ingresso in orbita marziana e il progetto prevede che Watney si rechi comunque al cratere Schiaparelli, per prendere comando del MAV della Ares 4 ed effettuare un rendezvous orbitale con la Hermes. Il nuovo piano prevede l'invio di provviste sufficienti per mantenere in vita l'equipaggio della Hermes per un così lungo periodo mediante il lancio del booster cinese. Dovendo scegliere tra le due opzioni, per non mettere a repentaglio la vita di sei astronauti invece di uno, la NASA sceglie di utilizzare il lanciatore cinese per inviare le provviste a Watney e di far continuare il viaggio della missione Ares 3 verso la Terra. Mitch è però scettico sulla possibilità di salvare Watney in questo modo, e invia sotto forma di file camuffato i dati della traiettoria all'equipaggio della Ares 3, affidando la decisione al comandante Lewis. Tutti i membri concordano nell'ammutinarsi agli ordini e tentare la manovra per salvare Watney loro stessi. Così facendo, forzano la NASA a inviare loro le provviste con il booster cinese.
Watney, appresi gli sviluppi, riprende le modifiche del rover in vista del trasferimento al cratere Schiaparelli, sotto la guida degli ingegneri a Terra: è infatti necessario un equipaggiamento più sofisticato rispetto a quello utilizzato per la prima escursione in Ares Vallis. Per equipaggiare i sistemi di supporto vitale cannibalizzati dallo Hab, decide di utilizzare entrambi i rover, impiegando il secondo come rimorchio. Memore inoltre delle difficoltà psicologiche affrontate in precedenza, decide anche di arrangiare una piccola "camera da letto", ricavata da una delle due tende gonfiabili, e di smaltire i liquami (urine e feci) lungo il percorso, portando con sé l'intera scorta di 650 litri d'acqua in suo possesso. Durante le modifiche, causa inavvertitamente una scarica statica la quale brucia l'elettronica di Pathfinder. L'astronauta è nuovamente incapace di ricevere supporto da Terra ma sicuro di essere osservato dai satelliti, compone dei messaggi con le pietre marziane utilizzando il codice Morse.
Mentre Watney sta ultimando le preparazioni, la NASA scopre che una tempesta di sabbia a bassa velocità si svilupperà lungo il percorso da Acidalia Planitia al cratere Schiaparelli. La tempesta non causerà danni ai rover, ma penalizzerà pesantemente le prestazioni dei pannelli solari che Watney impiegherà per ricaricare le batterie. Impossibilitato a comunicare con Watney, il controllo missione non può far altro che sperare che l'uomo si accorga in tempo del pericolo a cui va incontro e riesca a modificare tempestivamente il tragitto.
Watney, ormai esperto nella navigazione e munito di un veicolo abbastanza confortevole, procede speditamente attraverso la Mawrth Vallis. Una volta giunto in Arabia Terra comincia a notare una perdita di prestazioni nel sistema di potenza del suo veicolo, ma, ignaro di essere entrato nella tempesta di sabbia che semplicemente solleva la polvere marziana nell'atmosfera, associa la perdita di energia all'invecchiamento dei dispositivi. Fortunatamente, un errore di navigazione lo costringe ad un'attività extraveicolare, durante la quale si accorge della diminuita visibilità e quindi della tempesta di sabbia in atto. Watney, non conoscendo la direzione la dimensione della tempesta, improvvisa un sistema per prevederne gli sviluppi misurando in più punti l'intensità della radiazione solare. In questo modo intuisce il percorso migliore per aggirare l'ostacolo.
L'astronauta arriva così all'imbocco del cratere Schiaparelli, ma il rover si ribalta a causa di una buca coperta da sabbia soffice. Ancora una volta Watney sopravvive, grazie a strumentazione di ricambio di cui si era munito prima di partire appronta una leva con la quale raddrizza il convoglio. Con grande gioia Watney giunge al sito di Ares 4 dove può utilizzare il sistema di radio per comunicare nuovamente con la NASA, che lo informa subito di dover effettuare pesanti modifiche al MAV nuovo. La Hermes, infatti, non entrerà in orbita marziana, ma effettuerà solo un flyby di Marte. Il MAV dovrà quindi raggiungere esso stesso la velocità di fuga di Marte, essendo però progettato per ascendere semplicemente all'orbita bassa marziana.
Le modifiche effettuate da Watney al MAV sono massicce: il JPL ordina di rimuovere tutti i sistemi ridondanti di backup, i sedili originariamente previsti per i cinque astronauti della Ares 4 e il pannello dei comandi: la capsula verrà guidata remotamente dal pilota della Ares 3 Martinez, non essendo Watney qualificato per pilotare. Watney rimuove inoltre il muso del velivolo, lasciando un buco che viene coperto con residui di copertura dell'Hab.
Sulla Hermes intanto l'equipaggio si prepara al recupero di Watney. Il lancio viene seguito sulla Terra in mondovisione ma l'alleggerimento del veicolo causa una maggiore accelerazione rispetto a quella di progetto (12g) e Watney perde i sensi. Martinez fa del suo meglio per pilotare il velivolo, ma la copertura del foro sul muso del MAV si strappa e causa un attrito aerodinamico maggiore del previsto; il veicolo entra così in un'orbita più bassa di quanto calcolato e sarebbe quindi destinato a mancare il rendezvous orbitale. L'equipaggio della Hermes ha pochissimo tempo per trovare una soluzione: la comandante Lewis decide di sacrificare il 75% del combustibile per il controllo dell'assetto dell'Hermes per abbassarne l'orbita, nonché di scardinare una delle due paratie della camera di decompressione dell'Hermes per ottenere una spinta propulsiva dall'aria espulsa. Viene realizzata una rudimentale bomba dal chimico Vogel, che utilizza dello zucchero fatto bruciare in ossigeno puro e fatta detonare contro la paratia. La manovra riesce, e l'addetto alle attività extraveicolari Beck si avvicina al MAV spinto da una MMU ("Manned Maneuvering Unit") e di un cavo, controllato da Vogel. Beck recupera Watney, il quale esprime la sua gioia, ma ha due costole rotte per via della elevata accelerazione subita durante il lancio e la sua prolungata permanenza nella bassa gravità marziana. Il romanzo si conclude con Watney che a bordo della Hermes registra un video log finale nel quale esprime la sua gioia per essere stato salvato e riflette circa l'umano istinto nell'aiutare coloro che sono in difficoltà.

## Opere derivate
Nel 2015 il regista Ridley Scott ha trasposto il romanzo di Andy Weir nel film Sopravvissuto - The Martian (The Martian) con l'attore Matt Damon nel ruolo di Mark Watney.

## Edizioni
- (EN) Andy Weir, The Martian, Crown Publishing, 2014, ISBN 978-0-8041-3902-1.
- Andy Weir, L'uomo di Marte, traduzione di Tullio Dobner, Newton Compton Editori, 2014,  p. 379, ISBN 978-88-541-6938-8.
- Andy Weir, Sopravvissuto. The Martian, collana Gli Insuperabili Gold, traduzione di Tullio Dobner, Newton Compton Editori, 2017,  p. 379, ISBN 9788822709196.